# Alberto Cerqui

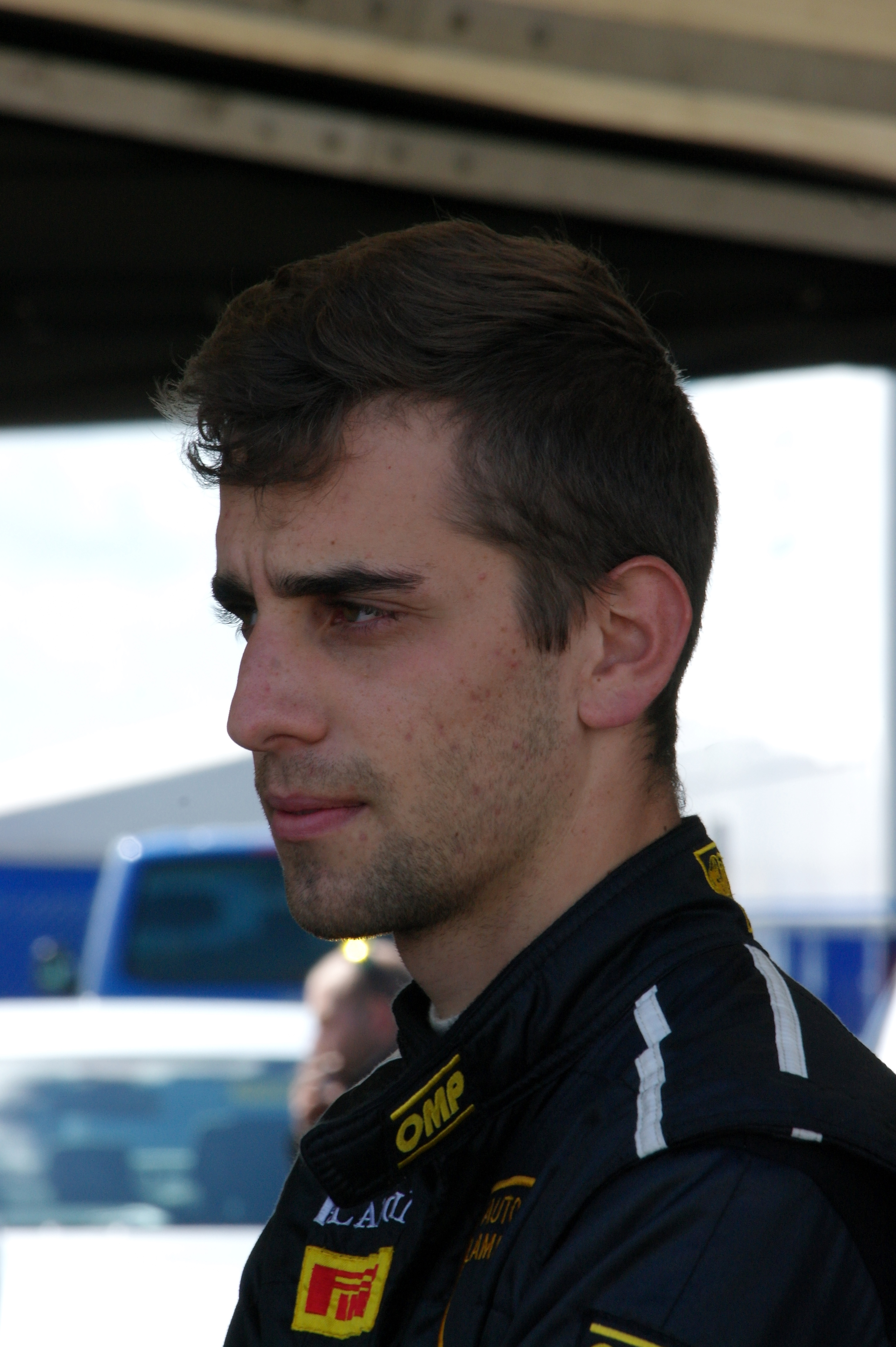
Alberto Cerqui (2014)

Alberto Cerqui (Brescia, 20 juni 1992) is een Italiaans autocoureur die anno 2012 in het World Touring Car Championship rijdt.

## Carrière
Nadat hij in het karting diverse titels had behaald, promoveerde Cerqui in 2009 naar de eenzitters in de Formule Azzura. Hij behaalde hier vier overwinningen, twee pole positions en zes podiumplaatsen op weg naar de titel. In 2010 stapte hij over naar het Italiaanse Formule 3-kampioenschap, waar hij drie punten scoorde en als negentiende eindigde in het kampioenschap.
Aan het eind van 2010 testte Cerqui een auto voor de Superstars Series, het kampioenschap waar hij in 2011 ging rijden voor het Team BMW Italia. Hij werd hier derde in de International Superstars Series en kampioen in de Campionato Italiano Superstars.
In 2012 stapt Cerqui over naar het WTCC, waar hij gaat rijden voor ROAL Motorsport. Hij wordt hier de teamgenoot van Tom Coronel.